# Kaitlyn Watts
Pour les articles homonymes, voir Watts (nom de famille).
Kaitlyn Watts, née le 1er mars 2001 à Palmerston North, est une joueuse professionnelle de squash représentant la Nouvelle-Zélande. Elle atteint en mars 2023 la 70e place mondiale sur le circuit international, son meilleur classement. Elle est championne de Nouvelle-Zélande en 2025.

## Biographie
Elle est basée en Écosse s'entraînant avec l'équipe nationale écossaise. Elle est championne de Nouvelle-Zélande en 2025 s'imposant en finale face à Ella Lash.

## Palmarès

### Titres
- Championnats de Nouvelle-Zélande : 2025[2]